# Вроченский, Михаил Антонович
Михаил Антонович Вроченский (1832, Киевская губерния — 1895, Киев) — русский генерал-майор полевой артиллерии, герой обороны Севастополя в 1854—1855 годах.

## Биография
Родом из дворян Киевской губернии.
Офицер 4-го пехотного корпуса, позже — подпоручик 11-й артиллерийской бригады.
С 14 ноября 1854 по 27 августа 1855 г. исполнял обязанности офицера Генерального штаба в штабе гарнизона Севастополя, с марта 1855 г. Вроченский был ординарцем генерал-адъютанта С. А. Хрулева по артиллерийской части.
Участник вылазки из контр-апроши — Камчатского люнета, возведённого впереди Малахова кургана в ночь с 10 на 11 марта 1855 г.
В мае 1855 г. М. А. Вроченский был назначен помощником по артиллерийской части начальника 5-го отделения оборонительной линии капитана 1-го ранга П. А. Перелешина. В день штурма Корабельной стороны Севастополя руководил огнём 5-го отделения. В результате его успешных действий были сорваны атаки французов на 1-й и 2-й бастионы.
Свидетель и участник последнего штурма города и падения Севастополя, переправы на северную сторону.
За службу в Севастополе М. А. Вроченскому присвоено звание поручика.
В 1856—1859 гг. — служба в Образцовой пешей батарее (Царское Село).
Участник Туркестанских походов. 19-21 октября 1860 г. отличился в трёхдневном бою с шестнадцатитысячным кокандским войском при укреплении Кастек (под Узун-Агачем), где в сражении за командный редут Саурук — поручик Михаил Вроченский геройски оборонялся на левом фланге вместе с сотней казаков, командуя ракетным станком. Получил контузию.
В бою на Кастекском поле М. А. Вроченский состоял в подчинении сотника Василия Обуха, шёл в арьергарде в составе роты казаков Гилярия Сярковского, был тяжело ранен в рукопашной схватке кокандской саблей. Его подвиг был отмечен вручением «Золотого оружия».
М. А. Вроченский награждён также орденами св. Анны 4-й степени с надписью «За храбрость», св. Анны 3-й степени с мечами, св. Станислава 2-й степени с мечами, св. Георгия 4-й степени.
В 1877—1878 гг. М. А. Вроченский участвовал в русско-турецкой войне.
После выхода в отставку проживал в Киеве, где опубликовал несколько статей в журналах и книгу воспоминаний о Севастопольской обороне «Севастопольский разгром» (Киев, 1893). В книге по месяцам автором расписана оборона Севастополя, дано описание города и его защитников, в том числе генерала С. А. Хрулева.